# 邱晴 (1929年)
邱晴（1929年—2023年1月4日），原名元景晴，女，天津静海人，中华人民共和国金融人物，曾任中国人民银行副行长。